# Cosmopterix scribaiella
Cosmopterix scribaiella — вид лускокрилих комах родини розкішних вузькокрилих молей (Cosmopterigidae).

## Поширення
Вид поширений в Європі (крім Балкан) та Північній Азії на схід до Японії включно. Присутній у фауні України.

## Опис
Розмах крил 10 мм.

## Спосіб життя
Метелики літають з кінця червня по жовтень. Личинки живляться листям очерету звичайного, утворючи міни.